# Alvar Aalto
Hugo Alvar Henrik Aalto (Kuortane, 3 febbraio 1898 – Helsinki, 11 maggio 1976) è stato un architetto e designer finlandese, tra le figure più importanti nell'architettura del XX secolo e ricordato – assieme a Ludwig Mies van der Rohe, Walter Gropius, Frank Lloyd Wright e Le Corbusier – come maestro del Movimento Moderno.

## Biografia
Hugo Alvar Henrik Aalto nacque il 3 febbraio 1898 a Kuortane, in Finlandia, primogenito di Johan Henrik, ingegnere finlandese specializzato in geodesia e cartografia, e Selly Hackstedt, postina nativa della Svezia. Sin da piccolo Aalto poté beneficiare di un eccellente clima familiare, animato dall'eleganza vestiaria e dal cosmopolitismo del padre e dall'esuberanza creativa, talentuosa, quasi anarchica della madre: questa bipolarità, poi, si conciliava in un rispettoso e fervente amore nei confronti del creato e della Natura (suggellato da un motto del nonno, che recitava: «La foresta può fare a meno dell'uomo, ma l'uomo non può fare a meno della foresta»). Quando il piccolo Alvar non aveva che cinque anni la famiglia si trasferì dapprima a Alajärvi e poi a Jyväskylä, al centro della Finlandia, nella prospettiva di fornire ai bambini (cinque in totale, di cui solo quattro sopravvissuti alla vita adulta) un'educazione eccellente: fu proprio presso quest'ultima cittadina, in effetti che Aalto iniziò la sua formazione, frequentando un istituto d'istruzione classica dallo stampo prettamente umanistico. Le lettere, tuttavia, non entusiasmavano Alvar, che sin da quand'era piccino nutriva una passione contagiosa per l'architettura e il disegno, discipline che iniziò a studiare approfonditamente a partire dall'immatricolazione presso l'Istituto di Tecnologia di Helsinki, avvenuta nel 1916: malgrado la dislessia e gli scoraggiamenti di un architetto di nome Salervo («Non sarai mai un buon architetto, ma prova a prestarti all'editoria giornalistica!»), Aalto diede brillantemente prova di sé in questi anni, sia dal punto di vista accademico sia da quello sociale. Nonostante una breve interruzione, dovuta alla deflagrazione della guerra civile finnica (che vide Aalto combattere valorosamente tra le file controrivoluzionarie dell'Armata Bianca), Alvar riuscì a laurearsi cum laude nel 1921 e, ancora studente, iniziò persino la sua attività progettuale, realizzando una dimora per i propri genitori, a Alajärvi.

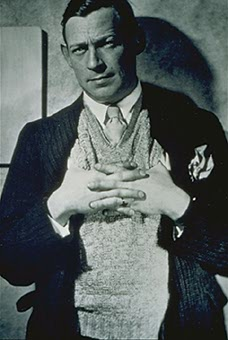
Alvar Aalto nel 1935 circa

Nel frattempo, contemporaneamente alla promozione a secondo tenente (avvenuta nel giugno 1923), Aalto si iscrisse all'ordine degli architetti ed effettuò il suo primo viaggio all'estero, con tappe a Stoccolma e Göteborg, città presso la quale si mise persino alle dipendenze dell'architetto Arvid Bjerke, seppur per pochissimo tempo. Ritornato a Jyväskylä Aalto inaugurò il suo primo studio architettonico con il nome «Alvar Aalto, Architetto e Artista Monumentale». In quello stesso periodo Aalto era particolarmente attivo non solo dal punto di vista progettuale - a questi anni sono ascrivibili numerose unità abitative unifamiliari presso Jyväskylä - bensì anche sotto il profilo redazionale: assai prolifica, infatti, fu la sua collaborazione con la rivista Sisä-Suomi, dove sotto lo pseudonimo di «Remus» scriveva articoli dalla validità tuttora assai viva. Frattanto, in data 6 ottobre 1924, Aalto si unì in matrimonio con Aino Marsio, sua compagna di Politecnico e diplomata un anno prima di lui, con la quale avviò una felicissima relazione non solo amorosa, ma anche professionale, destinata a dare i propri frutti sino al 1949, anno di morte di lei (fino a tale anno, invero, i loro progetti recavano la loro firma congiunta). I due celebrarono la propria luna di miele in Italia, terra già nota a Aino ma non a Aalto, che ivi suggellò un saldo legame intellettuale con le culture della regione mediterranea, le quali ebbero riverberi anche importanti nella sua oeuvre architettonica (si pensi al club dei lavoratori di Jyväskylä, tra i primi cimenti di rilievo dell'Aalto, il quale presenta decise tangenze stilistiche con il tempietto del Santo Sepolcro di Leon Battista Alberti): gli edifici dolcemente inseriti lungo le colline, i maestosi palazzi del potere (come quello di Siena), le monumentali piazze pubbliche e il fascino lagunare di Venezia furono tutte esperienze che lasciarono un'impronta profonda nella sua fantasia di architetto.

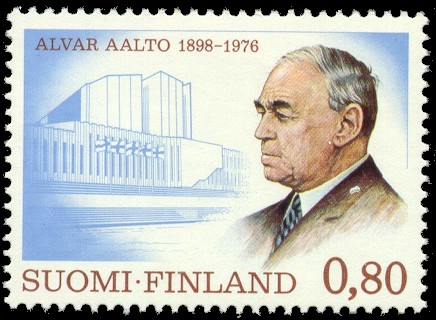
Omaggio filatelico ad Aalto emesso nel 1976, anno della sua morte

Dopo aver vinto il primo premio del concorso architettonico della Cooperativa dell'Agricoltura del Sud-Ovest di Finlandia - Aino e Alvar si trasferirono a Turku e vi trasferirono il loro studio: tale decisione fu molto prospera, considerando i fermenti architettonici che gravitavano intorno a tale cittadina e, in particolar modo, intorno alla figura di Erik Bryggman, architetto finlandese dal carattere spiccatamente progressista (il biografo più accreditato di Aalto, Göran Schildt, riporta che Bryggman era l'unico architetto che Aalto considerava proprio eguale). Nel frattempo Alvar ebbe l'opportunità di intensificare la sua presenza nella scena architettonica mondiale con il trasferimento a Helsinki (1931), partecipando al quarto Congresso internazionale di architettura moderna e all'elaborazione della carta di Atene, nonché stendendo numerosissimi progetti di successo, come per esempio il sanatorio di Paimio (1929-1933), la biblioteca municipale di Viipuri (1933-1935) e la villa Mairea (1938). La caratura architettonica dell'Aalto, in effetti, era confermata anche dal numero esorbitante di architetti famosi che lo omaggiarono della loro amicizia: non solo Bryggman ma anche Le Corbusier, Walter Gropius, Karl Moser e Sigfried Giedion.

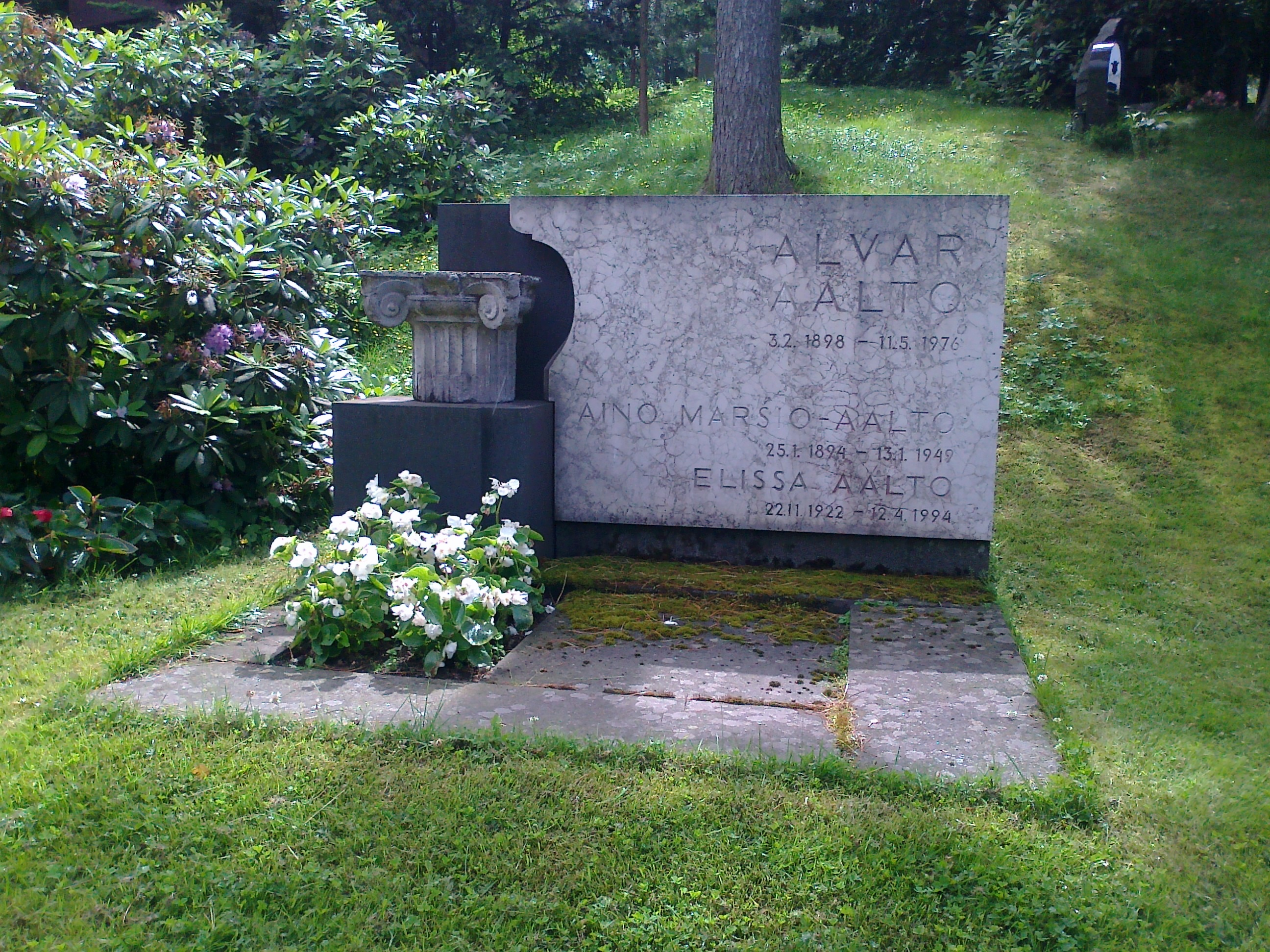
La tomba di Alvar, Aino ed Elissa Aalto a Helsinki, in Finlandia

La fama ormai sfolgorante da lui goduta fu poi rafforzata anche dalla grande mostra organizzata nel 1938 dal Museum of Modern Art di New York in suo onore e dal progressivo conseguimento di prestigiosi riconoscimenti internazionali, tra cui si segnalano la medaglia d'oro del Royal Institute of British Architects nel 1957 e la laurea ad honorem conferitagli dal Politecnico di Milano. Nel 1965 Aalto tenne una grande esposizione nel palazzo Strozzi di Firenze, che lo celebrò come uno tra i migliori artisti europei del secolo. Il culto aaltiano ha potuto beneficiare anche dell'istituzione di un ente museale a lui dedicato, il museo Alvar Aalto a Jyväskylä, progettato dallo stesso architetto e dedicato alla catalogazione, conservazione ed esposizione della sua opera. Più travagliata, invece, fu la sua vita privata: morta la moglie Aino nel 1949, Aalto precipitò in un tragico silenzio architettonico che si interruppe solo tre anni dopo, quando si risposò con Elissa Mäkiniemi, attiva come collaboratrice nel suo studio (anche questa volta, dunque, si venne a creare un'intima quanto attiva collaborazione non solo amorosa bensì anche lavorativa). Superata questa drammatica battuta d’arresto, Aalto si confermò come uno dei punti di riferimento più imprescindibili per l'intera architettura mondiale: questa gloria è attestata non solo dall'intensa attività professionale, costellata di progetti in Finlandia, Italia, America, Medio Oriente, Svizzera, Danimarca e Germania (in quest'ultima nazione, in particolare, riscosse grande successo con la partecipazione all'Interbau del 1957), ma anche dall'enorme numero di premi, onorificenze, lauree honoris causa e nomine in accademie e istituzioni culturali riscosse in questo periodo. Alvar Aalto, infine, morì l'11 maggio 1976 a Helsinki.

## Stile

### Dal classicismo degli esordi all'organicismo della maturità

#### Gli inizi classicisti
Nel 1898, anno di nascita di Aalto, la Finlandia era uno Stato che, pur beneficiando di una vasta autonomia, era sottoposta al dominio dell'Impero russo, del quale rappresentava un granducato. Questa subordinazione alla corona zarista, tuttavia, era incompatibile con il progressivo costituirsi di un'identità nazionale, che deflagrò nel 1917 quando, dopo una tumultuosa contrapposizione politica interna e una sanguinosa guerra civile che vide contrapposti i Bianchi e i Rossi, la Finlandia ottenne finalmente l'indipendenza nazionale. Venne così coronata una raggiunta consapevolezza di un'identità linguistica e culturale, da suggellare definitivamente con l'acquisizione di uno stile architettonico finlandese coeso e compiuto. È a questo imperativo culturale ben preciso che rispondono le esperienze architettoniche iniziali di Aalto, il quale negli esordi nutrì un'ambiziosa quanto inusitata passione per la storia dell'architettura: «Ciò che è stato non ritorna più. Ma nemmeno sparisce del tutto. Ciò che è stato riappare sempre ma in forme nuove». Il giovane architetto, nei suoi primi cimenti progettuali, si rivolse senza pudore ad altre civiltà architettoniche estranee a quella nordica, fagocitate senza alcun interesse di erudizione fisiologica, in maniera funzionale alla formazione di orientamenti stilistici personali coerenti, nonché di un'immagine architettonica nazionale più compiuta. Aalto, in altre parole, non emulava acriticamente il patrimonio architettonico del passato: certo, lo studiò con devota attenzione, però ne disconobbe il valore normativo e, accantonando ogni tipo di precettistica, utilizzò codici linguistici diversi, saggiò i vari stili, elaborò continuamente nuove forme, desumendone in maniera spontanea ma esatta una pluralità inesauribile di soluzioni figurative, formali e spaziali.

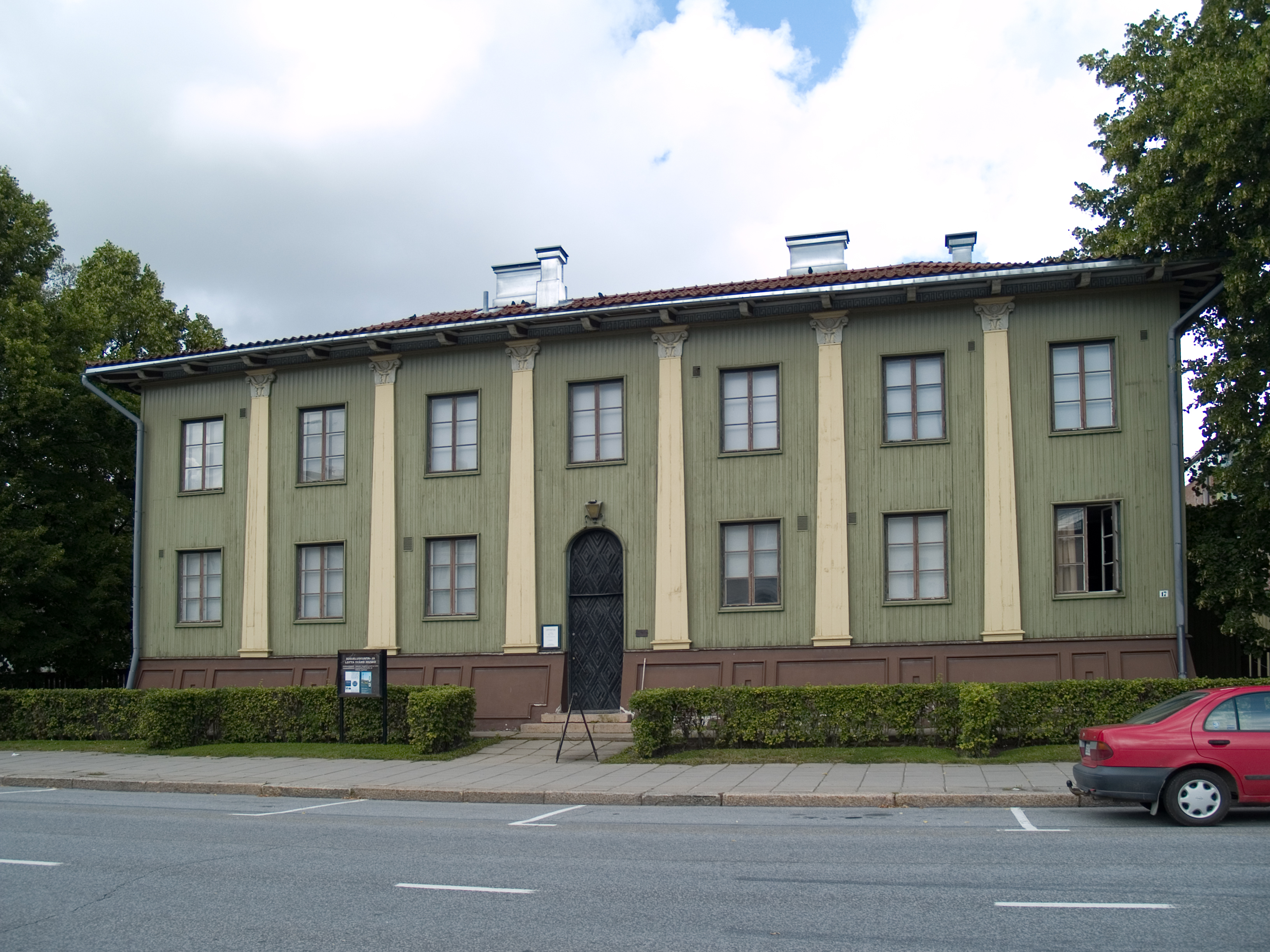
Nell'edificio dell'associazione regionale dei patrioti a Seinäjoki il giovane Aalto prospetta un sincretismo stilistico tra Palladio, vistosamente citato nel corpo laterale, e Asplund, visibile nel corpo posteriore

È solo utilizzando queste coordinate teoriche nette e allo stesso tempo così spregiudicate, secondo il giudizio del giovane Aalto, che si evita di decadere in un'anacronistica venerazione del passato e che si può ambire a una nuova progettualità e a una personale invenzione stilistica. In quest'ampia gamma di referenti architettonici, senza gerarchie o subordinazioni di sorta, figurano in maniera armonicamente indisciplinata citazioni rinascimentali, barocche, neoclassiche, Liberty: i chioschi per la vendita del carburante a Jyväskylä, per esempio, si rivolgono esplicitamente all'architettura neogotica, e non mancano nemmeno rivisitazioni rinascimentali, con dotte citazioni palladiane (casa Manner), albertiane (chiese di Pertunmaa e Jämsä) o brunelleschiane (progetto di chiesa lignea a pianta centrale). Questo classicismo poco ortodosso ma assolutamente legittimo, poi, concedeva ampi spazi a sperimentazioni sincretiche, dove in un singolo gesto progettuale convivevano armoniosamente stili appartenenti a epoche diverse: la chiesa di Pertunmaa, per esempio, presenta eterogenee memorie classiche, oscillanti tra il romanico e il rinascimentale, così come la sede del Corpo della Guardia civile prefigura un confronto tra ipotesi stilistiche diverse, pompeiane negli interni, asplundiane e palladiane nei prospetti. Importante, in questi anni, è stata infatti anche la figura di Gunnar Asplund, architetto svedese dal quale Aalto derivò un rigoroso approccio pragmatista ed empirista: dalle compiaciute ascendenze asplundiane, per esempio, è il corpo posteriore della sede dell'associazione regionale dei patrioti a Seinäjoki.
In nuce è possibile riscontrare che l'attività del giovane Aalto, ascrivibile stilisticamente al cosiddetto «classicismo nordico» e comprendente tutte quelle sue fatiche progettuali andanti dall'elaborazione scolastica ai primi cimenti di successo, «deve essere considerata come una fase sperimentale, votata all'incessante ricerca di modelli formali e referenti culturali, piuttosto che come rivelazione subitanea di una geniale personalità architettonica» (Mangone, Scalvini). Quest'indisciplinatezza stilistica, pur essendo per certi versi del tutto embrionale, stimolò tuttavia Aalto ad approfondire in maniera più ligia tutte quelle problematiche relative al rapporto tra gli interni e gli esterni, all'articolazione degli spazi, alla differenziazione tra le aree collettive e quelle private, all'interconnessione - virtuale o reale - degli ambienti chiusi o aperti, alla ritmica continuità (o discontinuità) di pieni e di vuoti (una caldeggiata attenzione viene posta in particolare agli spazi «dal gradino al soggiorno [...] che simboleggiano l'aria aperta sotto il tetto della casa»).

#### Aalto razionalista
Il 1927 fu un anno di capitale importanza per Aalto, che lasciò scemare le proprie nostalgie classiciste in favore di una brusca virata in senso razionalista. Fu proprio nel 1927, infatti, che la scena architettonica non solo finlandese, ma anche europea attraversò un tumultuoso mutamento, stimolato dalla realizzazione del Weissenhof a Stoccarda, dalla pubblicazione del Die Baukunst der neuesten Zeit di Gustav Adolf Platz e da diversi altri eventi che, nella loro globalità, concorsero alla definitiva eclissi del Romanticismo nordico. Tra i maggiori fautori di questa rivoluzione architettonica va senza dubbio citato Le Corbusier, sviluppatore di una metodologia che assumeva la razionalità e il funzionalismo come criteri-cardine sui quali fare edilizia. Questa corrente di pensiero e di ricerca, germogliata inizialmente in Germania, trovò immediatamente ascolto anche in Finlandia, dove numerosissimi architetti si convertirono al nuovo verbo razionalista con un fervore tale che furono in molti a temere che si trattasse di una superficiale emulazione acritica e preconcetta di una mera moda stilistica piuttosto che di un'adesione formale consapevole e responsabile: esemplari, in tal senso, le parole di Pauli Blomstedt, che già nel 1928 si lamentò che «in realtà non può certo giovare al futuro dell'architettura del nostro paese il fatto che il funzionalismo sia adottato come stile e come moda, senza serie considerazioni sul suo effettivo valore. Perché quei tratti superficiali e quei dettagli formali di un nuovo idioma, sviluppatosi con la massima velocità e facilità, non rappresentano in alcun modo la sua essenza».

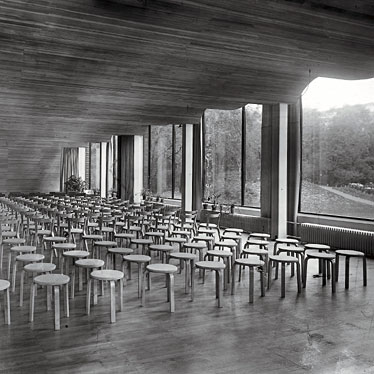
La biblioteca municipale di Viipuri in Russia

Anche Aalto, «con tutto l'entusiasmo e la convinzione del neofita» (Mangone, Scalvini), aderì alle emergenti sensibilità moderniste. Così come già avvenne nel periodo classicista, Alvar adottò spesso invenzioni architettoniche altrui, trasformandole in elementi del proprio linguaggio stilistico: partendo, in questo caso, dal lavoro di Le Corbusier (che considerava come l'erede novecentesco dell'architettura classica) e Walter Gropius, Aalto si fece convinto promotore del Razionalismo, dal quale captò una solida matrice metodologica e ideologica, e arrivò a porsi in aperta e cosciente polemica con tutte quelle architetture che, cedendo alle lusinghe dell'estetica, non rispondevano coerentemente alle esigenze pratiche della costruzione. In quest'ottica, per esempio, va letta la feroce contestazione aaltiana al progetto di erigere a Helsinki un monumento allegorico tradizionale all'indipendenza finnica, giudicato dall'architetto (nonostante le interessanti connotazioni ideologiche) superfluo e dannoso, in quanto non connesso direttamente alla soluzione di problemi funzionali: ben più intelligente, secondo Aalto, sarebbe stato costruire un edificio dotato di un proprio specifico scopo - uno stadio, per esempio - convenientemente dedicato. Di seguito si riporta un commento fornitoci dallo stesso Aalto:
(Alvar Aalto)
Pur giudicando innegabili i vantaggi architettonici, economici, sociali comportati dal Razionalismo, Aalto si votò a questo nuovo vocabolario stilistico in maniera tutt'altro che assiomatica. A differenza dei suoi colleghi finlandesi ed europei, infatti, Alvar non applicò rigidamente le istanze del Movimento Moderno, bensì preferì rielaborarle e servirsene per «lo sviluppo di una nuova metodologia razionale - o per lo meno pensata come tale - da misurarsi sempre con il suo personale atteggiamento progettuale piuttosto empirico e asistematico» (Mangone, Scalvini). Non si trattava, dunque, di un'imitazione servile, o di uno sterile dogmatismo, bensì di un'adesione decisamente sui generis che, nonostante l'evidente interesse per argomenti squisitamente razionalisti (la cellula abitativa, l'edificio funzionale), concedeva ampi spazi anche a problematiche più «umane», giudicate superflue dagli altri colleghi europei, come - per esempio - il rapporto tra l'organismo edilizio e la natura (argomento di cui si parlerà nel paragrafo Aalto e la natura). Non a caso Aalto fu tra gli interpreti più sensibili della crisi del Razionalismo, che tuttavia visse in maniera positiva, nella prospettiva di ripensarne la metodologia in maniera più inclusiva. A parlare è sempre Aalto:
(Alvar Aalto)

### Stilemi fondamentali

#### «Esigenze sociali, umane, economiche, connesse a problemi psicologici che toccano tanto l'individuo quanto il gruppo ...»
Si è visto, dunque, come Le Corbusier e i suoi discepoli tentassero di recare giovamento all'edilizia sottoponendo ogni realtà architettonica al «tribunale» meccanicistico del funzionalismo. Aalto condivideva questo principio, ma li riteneva di per sé insufficienti, in quanto avulsi da quelle «esigenze umane non definibili razionalmente, ma presenti in ogni individuo» e da quella «categoria di problemi [...] pertinenti a un'altra scienza, la psicologia». Da queste premesse ebbe origine una strategia progettuale ben precisa, riassunta dallo stesso Aalto nel seguente commento:

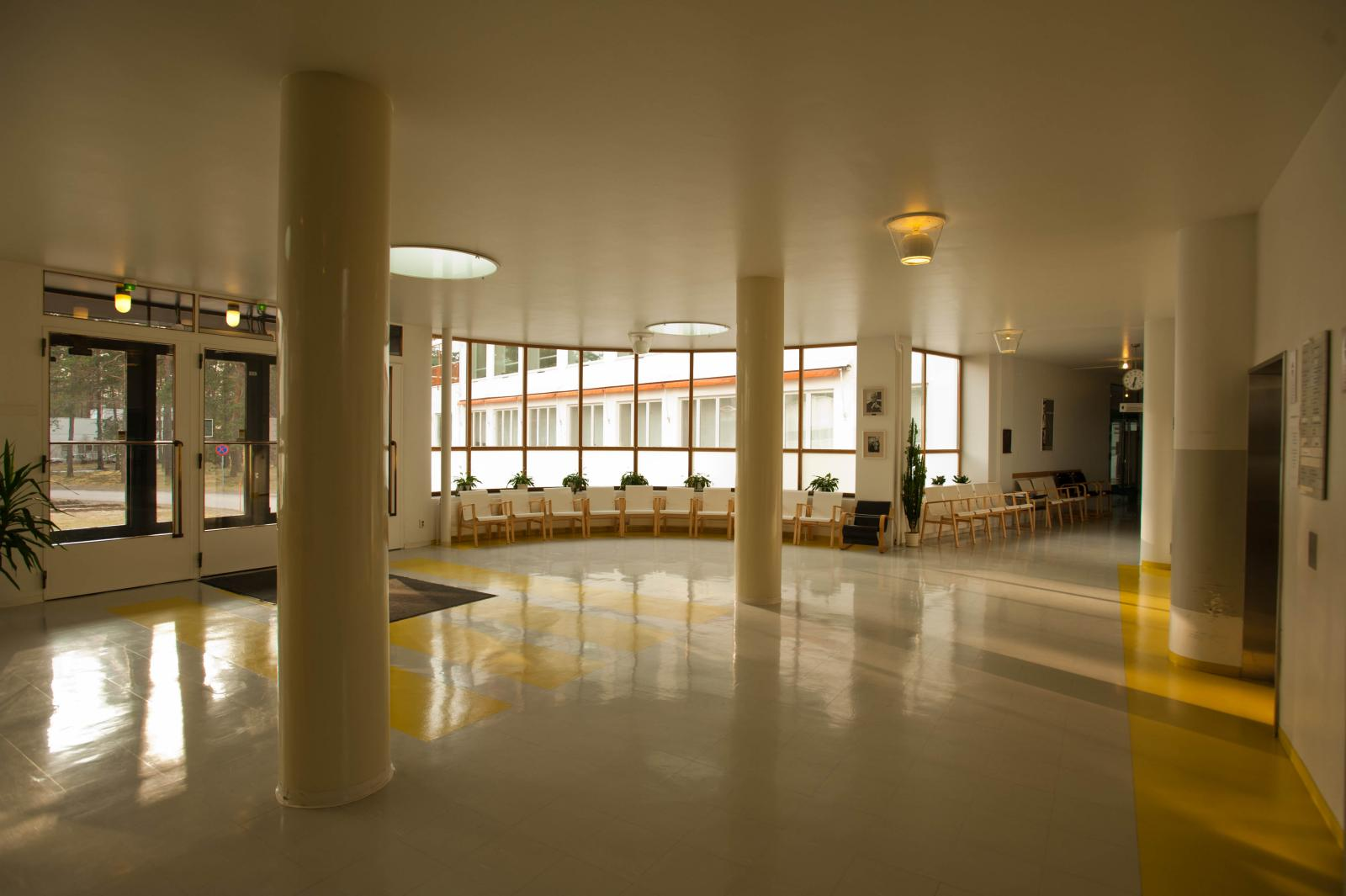
Il sanatorio di Paimio, con il suo apparato illuminativo accuratamente studiato per rendere più piacevole la degenza dei malati, felice espressione dell'esigenza aaltiana di rendere l'architettura un'arte sociale al servizio dei bisogni più intimi e autentici dell'uomo

Lo strumento interpretativo di cui si servì Aalto per intendere l'architettura, dunque, divenne la realtà profonda dell'uomo, con tutte le annesse dinamiche psicologiche, intuitive e inconsce. Per definire un'architettura davvero «a misura d'uomo» l'architetto, palesando una rinnovata sensibilità progettuale e tecnologica, andò oltre le formule assolutistiche, retoriche e ossessivamente teoriche del Razionalismo per raggiungere un'identità progettuale più matura. Per garantire una fruizione agevole degli spazi architettonici, secondo il giudizio di Aalto, è necessario non solo studiare accuratamente i movimenti e i bisogni degli utenti, bensì anche preconoscerne le reazioni emotive, psicologiche: è in questo modo che ciascun intervento progettuale aaltiano, indipendentemente dalla scala (che può essere tanto monumentale quanto domestica), riesce a «umanizzare» i contenuti teorici del Razionalismo (per usare una formula celebre ma da molti giudicata ambigua) con l'inserimento di elementi psicologicamente attraenti in grado di rendere più felici gli utenti.
Questo nuovo corso stilistico trova, per esempio, una nota qualificante nei nuovi spazi architettonici interni ed esterni, finalmente svincolatisi dalle rigide stereometrie razionaliste. Aalto, nella sua più piena maturità stilistica, integra e compenetra i volumi e le strutture e li impreziosisce con pareti ondulate e sinuose e con un magistrale uso dell'asimmetria: era in questo modo che l'architetto dava vita a configurazioni planovolumetriche vitali, fluide, o addirittura organiche. Sempre nella prospettiva di prioritizzare la percezione e il punto di vista umano, Aalto affida una preminente importanza alla silhouette, alla sagoma di un edificio, che è quella che dopotutto viene direttamente percepita dall'occhio umano (a differenza, invece, della pianta e della sezione, elementi costitutivi del Razionalismo). Da quest'impostazione progettuale prende vita una precettistica ben precisa, ben riassunta da Andres Duany:
1. Se la sagoma dominante dell'edificio è orizzontale e parallela all'asse visuale dell'osservatore, verrà percepita come una diagonale discendente.
2. Se la sagoma dominante è orizzontale, ma perpendicolare all'asse visivo, ogni angolo in pianta sarà percepito come uno scalino nella sagoma [...] e il risultato visuale è una gradonata.
3. Sagome indotte percettivamente (come le due appena discusse) sono di solito compatibili con le sagome reali, e possono essere progettate congiuntamente. [...]
4. Se l'edificio è alto, o il punto d'osservazione sufficientemente basso, la configurazione in pianta apparirà potentemente proiettata nella sagoma. Aalto può deformare la pianta a questo fine, spesso contro i dettati utilitaristici. [...]
5. Ove non sia disponibile un'altezza come sopra descritta, l'estrusione verticale della pianta può esser tagliata da una sezione diagonale, così da divenire accessibile periscopicamente a un osservatore posto al suolo.»

(Andres Duany)

#### Aalto e la luce
Aalto risolse queste «esigenze sociali, umane, economiche» non solo conducendo indagini spaziali fluenti, ma anche maturando un ragionato approccio illuminotecnico in grado di rispondere coerentemente al lato emozionale dell'uomo.
La luce naturale, tradizionalmente impiegata nell'edilizia come fonte primaria d'illuminazione all'interno degli spazi abitati, è da sempre stata un elemento imprescindibile per una progettazione di qualità a causa della sua attitudine ad arricchire la percezione spaziale, temporale ed estetica di un organismo edilizio. Alvar Aalto, nella prospettiva di garantire un eccellente benessere psicofisico degli occupanti, non può esimersi dal progettare consapevolmente all'interno delle sue creazioni architettoniche l'elemento luministico. In tutta l'opera aaltiana, in effetti, è riconoscibile una tensione vitale finalizzata a ottimizzare la captazione e la distribuzione della radiazione solare, in modo tale da esaltare le qualità architettoniche e ambientali dell'edificio facilitando al contempo il compito visivo dell'osservatore.
Per una progettazione consapevole del fattore luminoso, Aalto pone l'accento sulle tessiture materiche e visive delle superfici, sul dimensionamento degli infissi, sui colori e sulle forme dell'architettura, senza per questo ignorare il fattore «psicologico» e più profondamente umano: la luce, secondo il giudizio dell'architetto, va infatti gestita con un approccio empirico, inclusivo, e non ingenuamente scientifico, allorché «la fiamma gialla di una candela, o la tendenza della decoratrice a usare drappi di seta giallo oro per abbellire i suoi apparecchi luminosi, sono più corrette del lavoro dell'elettrotecnico con il suo luxometro e la rigida concezione della luce bianca». Alvar Aalto, dunque, è perfettamente in grado con questo approccio progettuale di soddisfare concretamente quei bisogni più intimamente umani, soprattutto nel caso di edifici più sensibili come gli ospedali:
(Alvar Aalto)

#### Aalto e la natura

##### Italia e Finlandia: due polarità urbanistiche a confronto
Tra l'architettura e la natura è da sempre esistita una continua mimesi di confronto e dialogo, soprattutto nelle culture progettuali più antiche, arcaiche e primitive. Lo stesso Aalto se ne accorse quando, in luna di miele, si recò in Toscana, regione dove una centenaria tradizione architettonica aveva dato vita a complessi abitativi e agricoli dalle modeste dimensioni, a sviluppo prevalentemente orizzontale e - soprattutto - dolcemente inseriti nella morfologia del territorio circostante: «Al mondo esistono tanti esempi di paesaggi costruiti belli e armoniosi, ma è in Italia e nel sud Europa che si incontrano veri e propri gioielli» avrebbe poi ricordato l'architetto. A stregarlo in maniera particolare fu soprattutto Siena, città dotata di una particolarissima morfologia urbana dove l'edificato residenziale è dolcemente inserito nelle colline toscane e disposto gerarchicamente intorno ai monumenti e ai fatti urbani di ordine superiore (quale poteva essere, per esempio, piazza del Campo). Di Siena Aalto ci ha lasciato una descrizione vividissima:
(Alvar Aalto)

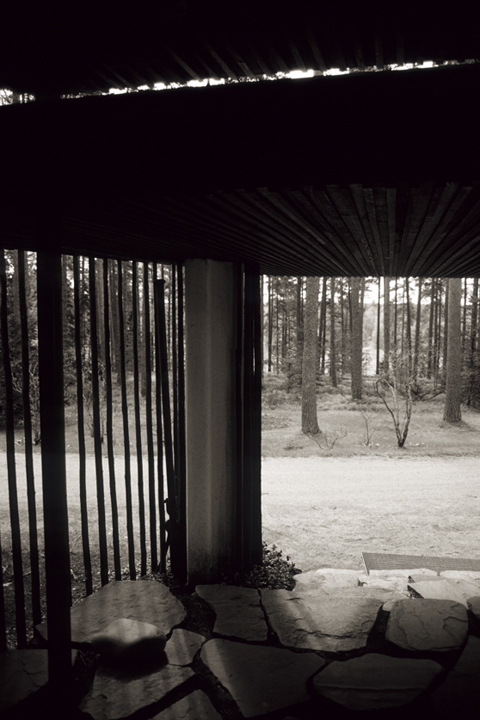
Fotografia di villa Mairea

L'amore professato da Aalto verso i paesaggi mediterranei apparve lampante anche a Richard Weston, architetto inglese che nel 1995 affermò: «Per Aalto, le città italiane in collina incarnavano un compromesso fra uomo e natura di esemplare armonia. La città si adattava alla topografia, che a sua volta acquistava risalto grazie all'intervento umano, in una sorta di simbiosi culturale». A questo amore contagioso per i paesaggi italiani Aalto affiancò l'humus emozionale e culturale della sua terra natia, la Finlandia, nazione costellata di ampissime foreste di pini e betulle, «presenze forti che informano di sé quasi ogni aspetto della vita quotidiana, architettura compresa» (Reed). Lontano dalla sua amata penisola mediterranea, dove riconobbe «il luogo di un'origine solare dell'architettonico [che] chiede alla forma una verità plastica di tono assoluto e di implacabile densità metafisica», Aalto maturò tuttavia una profonda insofferenza per le architetture finlandesi, le quali - pur disponendo di una massiccia presenza forestale e geografica - erano paradossalmente amorfe, avulse dal suolo sul quale vanno disponendosi, prive di rapporti visivi con la natura. Per Aalto le città finlandesi non erano null'altro che «ammassi costruiti secondo la logica del profitto [...] privi di valore progettuale, poiché i motivi di ordine formale sono regolati da calcoli economici che decidono dimensioni e grado di finitura» (l'organizzazione urbana, dunque, non rispondeva a esigenze sociali, come Aalto auspicava, bensì economiche). Non solo: se, infatti, i tessuti delle urbs italiane si riconoscevano in un edificato minore distribuito intorno a monumenti grandiosi e autentici, in Finlandia si aveva una situazione opposta, dove la città organica vagheggiata da Aalto e le esigenze umane della popolazione erano minacciate da «considerazioni estetiche esterne e [dalla] volontà di ottenere un quadro urbano unitario» mediante la costruzione di tracciati regolari di grandi isolati. A parlare è sempre Aalto:
(Alvar Aalto)

##### Il rapporto tra paesaggio ed edificato
Quest'«umanizzazione del Razionalismo» messa in essere da Aalto nella sua pienezza stilistica, si è visto, affonda le proprie radici nel viaggio in Italia effettuato con la moglie, nonché nelle proprie origini finlandesi. La maturità architettonica di Aalto si consuma infatti in un dialogo profondo, quasi serrato tra paesaggio ed edificato, tra natura e uomo. Le costruzioni aaltiane, infatti, non intendono sostituire il paesaggio in cui si manifestano, bensì interagiscono con esso con una diretta continuità che testimonia concretamente il segno della presenza discreta dell'uomo nella natura: Aalto otteneva questo effetto con una serie di espedienti, per esempio sviluppando esplicitamente un edificio secondo l'andamento morfologico del terreno, il quale non viene mortificato o nascosto, bensì esaltato, nel segno di una risonante complementarità tra fusis (natura) e fisico (costruito).
Questa sintesi tra natura e manufatto architettonico trova attuazione con una totale rinuncia alla settorializzazione tra spazi chiusi e aperti. Nelle costruzioni aaltiane, infatti, gli spazi interni e quelli esterni si smaterializzano o, per dirla in altre parole, si fondono armoniosamente, in una continuità che viene accentuata dall'utilizzo di un segno ondulante, morbido e dolce che avvolge tutti gli spazi abitativi, recando felicità al fruitore e fagocitando la vergine natura circostante all'interno dell'involucro edilizio. Un esempio particolarmente pregevole di quest'integrazione tra il genere umano e quello ambientale ci è dato dalla villa Mairea, oggi unanimemente considerata uno dei capolavori aaltiani più riusciti: come osservato dall'architetto greco Demetri Porphyrios, in tale costruzione si assiste a un pregnante «dibattito tra natura e civilizzazione, tra la naturalità e l'opera dell'uomo, tra la campagna e la città, tra la capanna primitiva e l'habitat civile».

##### Il legno
Aalto arricchisce questa poetica, esplicitamente rivolta a principi naturalistici e umanistici, con l'utilizzo di materiali costruttivi endemici della Scandinavia, come il legno. Il legno è profondamente radicato nella prassi costruttiva mondiale per merito dei suoi innegabili pregi strutturali, statici e isolanti: Aalto, tuttavia, ritiene che «la razionalità è perlopiù applicabile a poche caratteristiche degli oggetti, ma non in tutte ...» e pertanto, dopo ponderate riflessioni, arriva ad ammirare il legno non per le sue rigorose proprietà tecniche, o magari per nostalgia delle tradizioni, bensì perché è il materiale costruttivo che secondo il suo giudizio tiene più conto dei bisogni emozionali dell'uomo. Avendo una bassa conducibilità termica e un rimarchevole pregio tattile, infatti, il legno grazie alla sua elevata espressività è in grado secondo Aalto di sollecitare in maniera evocativa l'emozionalità dei fruitori e di caricarsi di precise connotazioni segniche e simboliche, assurgendo dunque a «simbolo stesso dell'intimità domestica, delle radici autoctone dell'abitare» (Mangone, Scalvini). Di seguito si riporta un commento dello stesso Aalto:
(Alvar Aalto)

### Sperimentazione stilistica
Ma allora, in estrema sintesi, a quale «stile» è possibile ricondurre l'opera aaltiana? Si tratta di una vexata quaestio sulla quale critici e storici dell'architettura hanno lungamente dibattuto, senza per questo giungere a un accordo definitivo: Bruno Zevi, per esempio, lo considerava il maestro di maggior prestigio e incisività in Europa della scuola organica, mentre Giedion - suo biografo illustre - ha tentato di farne un esponente della linea neogotica.
La verità è che è quasi impossibile ridurre la complessità dell'oeuvre aaltiana in una formula stilistica cristallizzata. Il maestro finlandese, in effetti, concepiva l'architettura come un libero esperimento senza certezze precostituite, e per questo operava padroneggiando completamente un iter progettuale ed esecutivo che tornava ripetutamente su sé stesso, in maniera del tutto dissimile da un Le Corbusier o da un Mies, tanto per menzionare due architetti che agivano secondo schemi di riferimento ben consolidati (e talora espressi in maniera programmatica con la pubblicazione di opere-manifesto). Non a caso, se quest'ultimi fecero scuola presso architetti che ne continuarono l'opera facendone germinare e fruttificare i principi più validi, Aalto è rimasto un fatto singolare, se non un unicum, dell'architettura moderna - o, per usare una felice espressione del Brandi, «una chiesa separata».

## Opere
|  |

Avesta

Aaltohuset, 1957-1961

 Bazoches-sur-Guyonne

Maison Louis Carrè, 1959-1961

 Berlino

Edificio residenziale al quartiere Hansa, 1955-57

 Brema

Aalto-Hochhaus, 1958-1962

Cambridge, Stati Uniti

Dormitori del MIT, 1947

 Espoo

Stadio di Otaniemi, 1954

Essen, Germania

Teatro Aalto, 1983-1988

 Helsinki

Chiesa di Töölö, 1927

Istituto finlandese per le pensioni popolari, 1952-56

Casa della cultura a Helsinki, 1952-1958

Campus del Politecnico di Helsinki, 1953-1973

Palazzo Enso-Gutzeit a Helsinki, 1959-1962

Casa Finlandia, 1962-1971

 Imatra

Chiesa di Vuoksenniska [Chiesa delle Tre Croci], 1958

 Jyväskylä

Casa Nuora, 1923-1924

Casa del popolo, 1924-1925

Museo Alvar Aalto, 1973

 Kotka

Centro industriale della cellulosa, 1938

Mount Angel, Stati Uniti

Abbey Library, 1970,

Muurame

Chiesa di Muurame, 1926-1929

 Muuratsalo

Casa sperimentale, 1953

 Noormarkku

Villa Mairea, 1938

 Paimio

Sanatorio di Paimio, 1929-1933

Reykjavík

Area universitaria di Reykjavík, 1975-1976

Nordic House, 1968

 Riola di Vergato

Chiesa di Santa Maria Assunta, 1975-1980

 Seinäjoki

Municipio, 1957–1967

 Viipuri

Biblioteca municipale, 1933-1935

Wolfsburg

Centro culturale, 1958-1963

Heilig-Geist-Kirche, 1958-1962

## L'uomoAalto

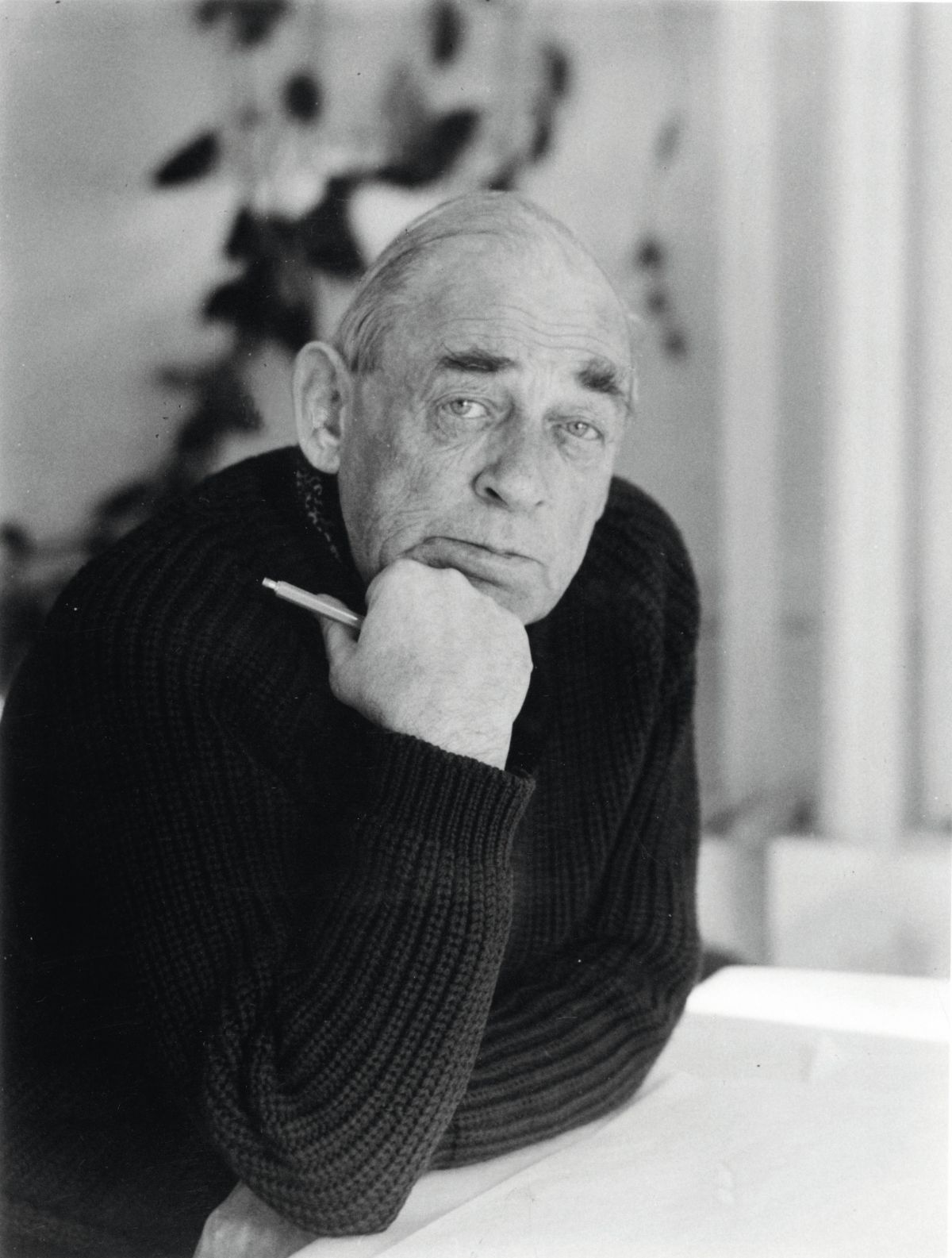
Alvar Aalto

Prima di avvicinarsi all'imponente patrimonio architettonico lasciatoci da Alvar Aalto è indispensabile comprendere le qualità umane dell'architetto, animato com'è noto da una personalità erudita ma vulcanica, con sporadici accessi di arroganza, soprattutto nella gioventù. I suoi stessi progetti, d'altronde, rivelano come Aalto fosse dotato di un'esuberante vitalità intellettuale, che non si lasciava andare agli eccessi concettosi dell'ars historici ma che al contrario preferiva la concretezza della prassi. Non di rado, in effetti, Aalto conciliava un'austera quanto intellettuale ponderatezza con un'ingenuità divertente, scherzosa e senza dubbio vitale. Notevole, in tal senso, la testimonianza offertaci da Bruno Zevi:
(Bruno Zevi)
Sigfried Giedion, suo intimo amico, così ricorda l'uomo Aalto:
(Sigfried Giedion)
Utile, in tal senso, riportare anche la testimonianza di Glauco Gresleri, accademico incaricato nel 1966 di presentare la chiesa aaltiana di Riola:
(Glauco Gresleri)